# Reinhold Bost
Reinhold Bost (* 30. Dezember 1929 in Eppelborn; † 5. Juli 2019 in Lebach) war ein deutscher Pädagoge, Kommunalpolitiker (CDU) und Autor heimatkundlicher Werke.
Bost war von 1967 bis 1980 Ortsvorsitzender der CDU Eppelborn; seit 1990 war er Vorsitzender des CDU-Gemeindeverbandes Eppelborn.
Im Jahr 1979 war er Mitbegründer des „Förderkreises für Heimatkunde und Denkmalpflege Eppelborn e.V.“. Er engagierte sich dort für die Herausgabe der Eppelborner Heimathefte und war deren Schriftleiter.

## Schriften
- mit Ernst Morbe: Eppelborn in alten Bildern. 1. Band. Gummersbach 1980
- mit Ernst Morbe und Alfred Gross: Eppelborn in alten Bildern. 2. Band. Gummersbach 1986
- Bartholomäus Koßmann - Christ, Gewerkschafter, Politiker - 1883 - 1952. Gollenstein Verlag, 2002, ISBN 3-935731-34-5
- Eppelborn im Wandel der Zeit. Bildband zur Entwicklung Eppelborns im 20. Jahrhundert. Hrsg.: Förderkreis für Heimatkunde und Denkmalpflege e.V. Eppelborn, Arbeitskreis Heimatgeschichte. 2006, ISBN 3-938381-13-2
- zahlreiche Beiträge zu den Eppelborner Heimatheften (seit 1983) (Hrsg.: Förderkreis für Heimatkunde und Denkmalpflege e.V. Eppelborn)